# Pintor de Goluchow

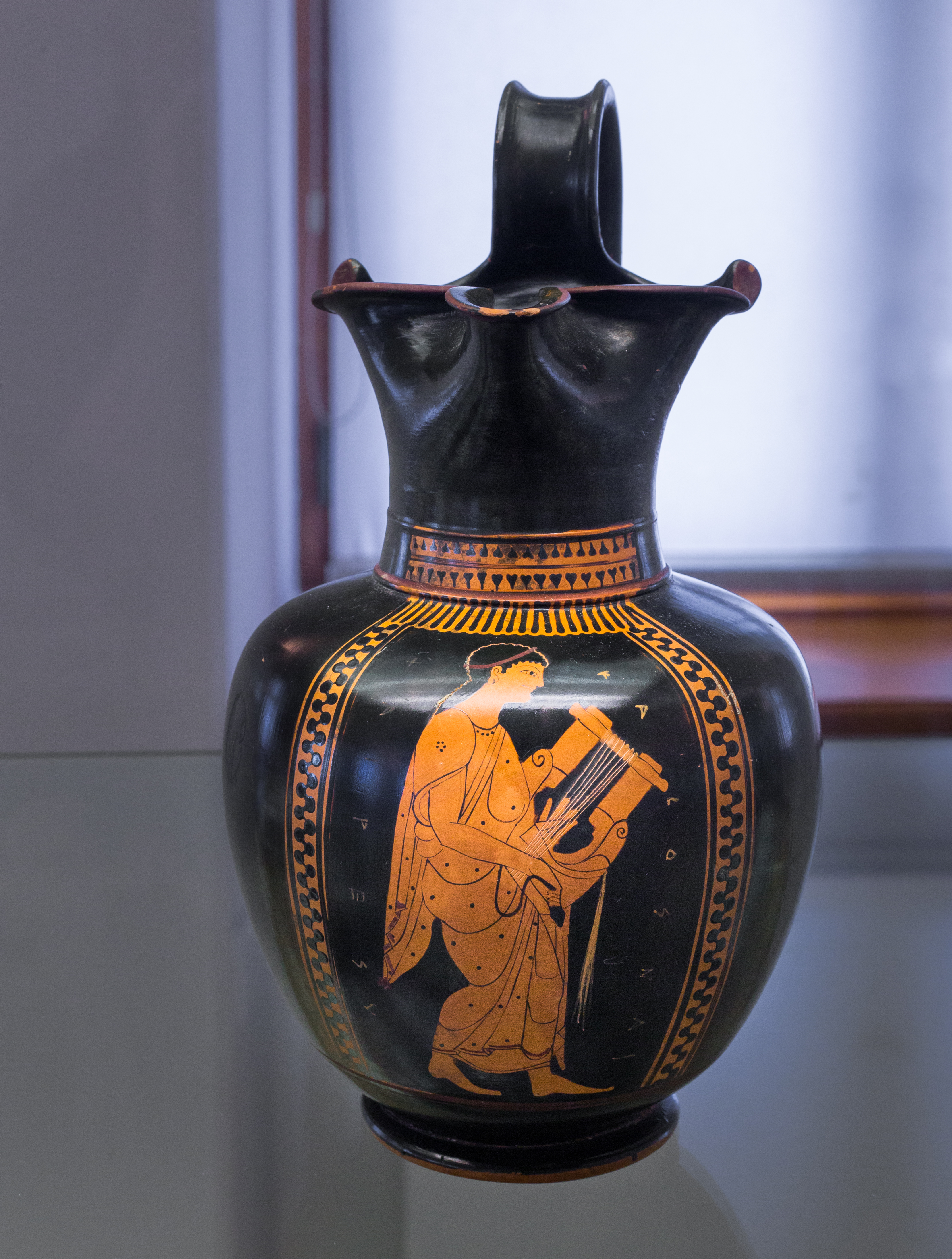
Enócoe de la forma 2 con la representación de un citaredo en la Staatliche Antikensammlungen de Múnich (J1324); circa 520 a. C., encontrado en Vulci.

El Pintor de Goluchow fue un pintor griego de vasos que trabajó en Atenas a finales del siglo VI a. C.
El Pintor de Goluchow fue un representante del Grupo pionero de la pintura de vasos de figuras rojas, pero es posible que pueda ser datado incluso antes y puede ser atribuido a la generación de inventores del estilo en torno al Pintor de Andócides, Psiax y Paseas. Pintó sus vasos en el nuevo estilo, pero todavía en el estilo de la pintura de vasos de figuras negras, por lo que sus obras se consideran más bien «primitivas». Originalmente, el Pintor de Goluchow fue un representante del estilo de figuras negras. Por lo tanto, es uno de los pocos pintores de vasos de los que se conocen las obras de los dos estilos principales. El pintor, que no firmaba y por lo tanto se le dio un nombre convenido, era sin embargo muy aficionado a la escritura.  Utilizó dos formas diferentes del alfabeto griego, el ático y el jónico, que es común en las Cícladas. Por lo tanto, algunos investigadores sospechan que el Pintor de Goluchow podría ser un ceramista que inmigró a Atenas. Es muy probable que los artesanos extranjeros estuvieran involucrados en la producción de cerámica ática, y también hay pruebas de un gran número de artesanos jonios en Atenas en este momento en la escultura y la arquitectura. Por otro lado, el desarrollo del estilo de las figuras rojas es genuinamente ático. Recibió su nombre convenido por dos vasos, que ahora están en Varsovia, anteriormente en Gołuchów.
Aunque decoró vasos en el estilo de figuras rojas después de su llegada, siempre fue un pintor de vasos de figuras negras que, aunque adoptó varios elementos de representación anatómica y poses de los pioneros de figuras rojas, nunca alcanzó una verdadera maestría. En el campo de los vasos de figuras negras, se le considera el primer especialista en ánforas panatenaicas. Dos de las hidrias que decoró están firmadas por el alfarero Panfeo. Algunos de los enócoes que decoró pertenecen a la Clase Briacos, otros a la Clase del Vaticano G 47. Algunos investigadores, como Martin Robertson, opinan que el Pintor de Goluchow y el pintor de vasos de figuras negras Eufileto, son la misma persona.